# Efferia mygidon
Efferia mygidon este o specie de muște din genul Efferia, familia Asilidae. A fost descrisă pentru prima dată de Walker în anul 1851. Conform Catalogue of Life specia Efferia mygidon nu are subspecii cunoscute.